# Bundeshaushaltsgesetz (Deutschland)
Das Bundeshaushaltsgesetz dient in Deutschland der Aufstellung des Bundeshaushaltsplans, in dem alle Einnahmen und Ausgaben des Bundes darzustellen sind. Es wird gemäß Art. 110 Abs. 2 u. 3 GG zum Beginn des Haushaltsjahres vom Deutschen Bundestag beschlossen. Die Gesetzesvorlage wird dem Deutschen Bundestag und dem Bundesrat gleichzeitig zugeleitet. Der Bundesrat hat nach der Zuleitung sechs Wochen Zeit, Einspruch gegen den Gesetzesentwurf einzulegen. Der Haushaltsplan ist in Einzelpläne gegliedert, die den Regierungsressorts entsprechen.
Ist das Haushaltsgesetz nicht vor Beginn des neuen Haushaltsjahres beschlossen, so tritt die vorläufige Haushaltsführung nach Art. 111 Abs. 1 GG in Kraft. Diese ermächtigt die Bundesregierung, auch ohne Haushaltsplan Ausgaben zur Aufrechterhaltung des Dienstbetriebes und zur Erfüllung gesetzlicher Aufgaben zu leisten. Auch dürfen die Gehälter und Beihilfen für die Bundesbediensteten gezahlt werden.
In Österreich regelt das Bundeshaushaltsgesetz 1986 die Organisation der Haushaltsführung in der Bundesverwaltung. Es trennt in § 4 BHG zwischen anweisenden (z. B. Ministerium) und ausführenden Organen (Buchhaltungsagentur, Kassen, Wirtschaftsstellen). Das österreichische Bundeshaushaltsgesetz ist vergleichbar mit der deutschen Bundeshaushaltsordnung.